# Jacques Deruyts
Joseph Gustave Jacques Deruyts, né le 18 mars 1862 à Liège où il meurt le 5 juillet 1945 est un mathématicien belge, connu comme un pionnier de la théorie de la représentation des groupes. Il est le frère ainé de François Deruyts, le fils du compositeur Gustave Deruyts et le petit-fils du compositeur Jean-Jacques Deruyts.

## Biographie
Jacques Deruyts obtient son doctorat en 1883 à l'université de Liège et y est nommé assistant de Louis Pérard en physique expérimentale. Deruyts rejoint le corps professoral en mathématiques et est nommé en 1883 professeur de géométrie à l'Université de Liège, où il reste jusqu'à sa retraite comme professeur émérite.
Deruyts a publié en 1892 un traité Essai d'une théorie générale des formes algébriques qui était une recherche pionnière dans la théorie de la représentation des groupes linéaires et des groupes algébriques. Il est conférencier invité de l'ICM avec une conférence « Sur la théorie algébrique des formes à séries de n variables » en 1920 à Strasbourg.
Il a été élu en 1892 membre titulaire de l'Académie royale de Belgique, dont il assura la présidence en 1909.